# Donnybrook (Australie-Occidentale)
Pour les articles homonymes, voir Donnybrook.
Donnybrook (1 933 habitants) est un village situé entre Boyanup et Kirup en Australie-Occidentale, à 210 km au sud de Perth sur la South Western Highway.
Son nom vient d'un quartier de Dublin en Irlande d'où étaient originaires les premiers colons européens à s'y implanter.
Le village est au centre de la principale région productrice de pommes de l'état.